# Rauf Aliyev
Rauf Aliev  (né le 12 février 1989 à Fizouli) est un footballeur d'Azerbaïdjan. Il a été élu meilleur footballeur azéri de l'année en 2011.

## Statistiques

### Statistiques en club
| Club         | Saison       | Ligue | Ligue | Coupe | Coupe | Europe | Europe | Total | Total |
| Club         | Saison       | App.  | Buts  | App.  | Buts  | App.   | Buts   | App.  | Buts  |
| ------------ | ------------ | ----- | ----- | ----- | ----- | ------ | ------ | ----- | ----- |
| Qarabağ      | 2006-2007    | 11    | 1     | 0     | 0     | —      | —      | 11    | 1     |
| Qarabağ      | 2007-2008    | 7     | 1     | 0     | 0     | —      | —      | 7     | 1     |
| Qarabağ      | 2008-2009    | 8     | 1     | 0     | 0     | —      | —      | 8     | 1     |
| Qarabağ      | 2009-2010    | 27    | 5     | 2     | 0     | 5      | 0      | 34    | 5     |
| Qarabağ      | 2010-2011    | 31    | 10    | 1     | 0     | 7      | 1      | 39    | 11    |
| Qarabağ      | 2011-2012    | 29    | 5     | 4     | 1     | 5      | 2      | 38    | 8     |
| Career Total | Career Total | 113   | 23    | 7     | 1     | 17     | 3      | 137   | 27    |

### Buts internationaux
| # | Date             | Lieu                                      | Adversaire | Score | Résultat | Compétition             |
| - | ---------------- | ----------------------------------------- | ---------- | ----- | -------- | ----------------------- |
| 1 | 2 septembre 2011 | Stade Tofiq-Béhramov, Bakou (Azerbaïdjan) | Belgique   | 1 - 1 | 1 - 1    | Éliminatoires Euro 2012 |
| 2 | 6 septembre 2011 | Stade Tofiq-Béhramov, Bakou (Azerbaïdjan) | Kazakhstan | 1 - 1 | 3 - 2    | Éliminatoires Euro 2012 |
| 3 | 11 novembre 2011 | Stade Qemal-Stafa, Tirana (Azerbaïdjan)   | Albanie    | 0 - 1 | 0 - 1    | Amical                  |
| 4 | 24 février 2012  | The Sevens, Dubaï (Émirats arabes unis)   | Singapour  | 1 - 0 | 2 - 2    | Amical                  |

## Palmarès
Qarabağ
- Coupe d'Azerbaïdjan
  - Vainqueur : 2008-2009

Individuel
- Meilleur footballeur azerbaïdjanais de l'année : 2011